# Phrynobatrachus intermedius
Phrynobatrachus intermedius es una especie de anfibio anuro de la familia Phrynobatrachidae.

## Distribución geográfica
Esta especie es endémica del suroeste de Ghana. Se conoce solo en dos sitios de la reserva de Ankasa.

## Publicación original
- Rödel, Boateng, Penner & Hillers, 2009 : A new cryptic Phrynobatrachus species (Amphibia: Anura: Phrynobatrachidae) from Ghana, West Africa. Zootaxa, vol. 1970, p. 52-62.[4]